# マルコ・ダ・シウヴァ・イグナシオ
マルキーニョス（Marquinhos）ことマルコ・ダ・シウヴァ・イグナシオ（Marco da Silva Ignácio、1989年6月15日 - ）は、ブラジル・リオデジャネイロ州出身のサッカー選手。ECアグア・サンタ所属。ポジションは攻撃的ミッドフィールダー。

## タイトル

### クラブ
パウリスタFC
- コパ・パウリスタ：1回 (2010)